# Динамическая модель
Динамическая модель — теоретическая конструкция (модель), описывающая изменение состояний объекта. Динамическая модель может включать в себя описание этапов или фаз или диаграмму состояний подсистем. Часто имеет математическое выражение и используется главным образом в общественных науках (например, в социологии), имеющих дело с динамическими системами, однако современная парадигма науки способствует тому, что данная модель также имеет широкое распространение во всех без исключения науках, в том числе в естественных и технических.
Динамическая модель описывает систему с различными аккумуляторами энергии, представляемыми в форме математических операций суммирования, интегрирования и дифференцирования. Например, потенциальная и кинетическая энергия механического движения массивного объекта. Такие модели в теории автоматического управления строятся в виде передаточных функций.
Математическая модель, в которой в той или иной форме раскрываются причинно-следственные связи, определяющие процесс перехода системы из одного состояния в другое, называется динамической моделью.